# Zielgerät 1229

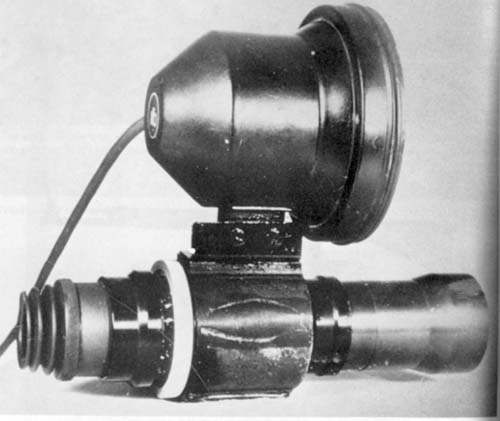
Zielgerät ZG 1229 Vampir

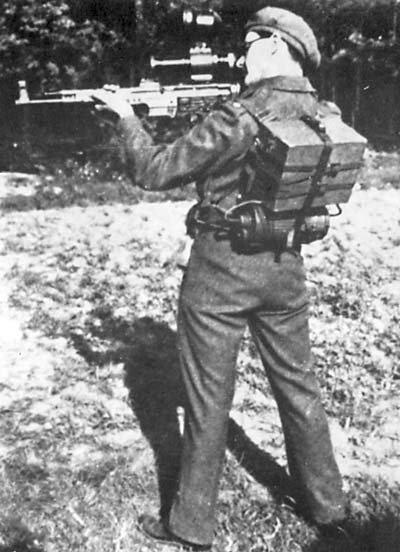
Britský voják pózuje s ukořistěným Vampirem

Zielgerät 1229 (ZG 1229), známý také pod krycím názvem Vampir, byl aktivní infračervený zaměřovač vyvinutý pro Wehrmacht během druhé světové války.
Byl určený pro útočnou pušku STG 44, především pro noční použití. Byl navržen C.G. Haenelem ve zbrojovce Suhl a byl v malém počtu použit na východní i západní frontě.
Samotný zaměřovač ZG 1229 je 35 cm dlouhý, průměr čočky je 6 cm. K provozu byly potřeba dvě baterie, z nichž se jedna nacházela v dřevěném boxu v batohu a druhá v pouzdře na plynovou masku. Baterie při běžném používání vydržely okolo 3 až 5 hodin. V závislosti na podmínkách mohl být cíl spatřen ve vzdálenosti 600–900 metrů, avšak přesná silueta člověka pouze na 100 metrů. Voják, který nosil tento komplet, se nazýval NachtJäger (Noční lovec). Celý systém měl nevýhodu ve váze, která přesahovala 15 kg. Zielgerät 1229 byl primárně navržen pro STG 44, ale mohl být použit i na pušku Kar 98k a kulomety MG 34 a MG 42.
Do konce války bylo vyrobeno 310 kusů. První kusy byly Wermachtu dodány už na jaře 1944, ale první potvrzené použití se datuje až k březnu 1945.